# Edgar Klotz
Edgar Klotz (* 21. August 1927) ist ein ehemaliger deutscher Fußballspieler, der zwischen 1949 und 1952 mit der SG Gera-Süd bzw. der Nachfolgegemeinschaften Erstligafußball spielte.

## Sportliche Laufbahn
Im ersten Endspiel um den ostdeutschen FDGB-Pokal standen sich am 28. August 1949 die BSG Waggonbau Dessau und die SG Gera-Süd gegenüber. Bei der mit 0:1 unterlegenen Geraer Mannschaft war auf der Position des Linksaußenstürmers der 22-jährige Edgar Klotz aufgestellt worden. Er wurde anschließend auch für das Spieleraufgebot der SG aufgeboten, mit der diese in die erste Saison der neu gegründeten Fußball-Zonenliga (später DS-Oberliga, DDR-Oberliga) gehen wollte.
Klotz wurde schon im ersten Punktspiel eingesetzt und erzielte beim 5:1-Sieg über die BSG Vorwärts Schwerin auch sein erstes Tor in der Zonenliga. Bis zum Saisonende kam er auf insgesamt sechs Meisterschaftstore und wurde damit hinter Georg Buschner zweitbester Schütze seiner Mannschaft. Mit 23 Punktspieleinsätzen gehörte er zum Spielerstamm der SG Gera-Süd. Nachdem Klotz in der Saison 1950/51 die ersten drei Punktspiele bestritten hatte, verletzte er sich so schwer, dass er für den Rest der Hinrunde ausfiel. Erst beim 20. Meisterschaftsspiel konnte er wieder mitwirken, absolvierte alle folgenden Ligabegegnungen und kam so noch in der 34 Spiele währenden Saison auf 19 Einsätze. Trotz seines langwierigen Ausfalls gehörte er mit seinen sieben Toren wieder zu den besten Geraer Angreifern.
Nachdem die Geraer Mannschaft in der abgelaufenen als BSG Mechanik aufgetreten war, spielte sie 1951/52 als BSG Motor Gera. Klotz gehörte weiterhin zum Spieleraufgebot, bestritt sein erstes Punktspiel dieser Saison aber erst am 8. Spieltag. Mit zwei Unterbrechungen wurde er bis zum 20. Punktspiel regelmäßig eingesetzt, die 21. Runde bedeutete jedoch schon sein letztes Spiel in der Oberliga. In der Begegnung Turbine Erfurt – Motor Gera (7:2) wurde er in der 25. Minute eingewechselt. Damit war er in drei Spielzeiten auf insgesamt 54 Einsätze gekommen und hatte dabei 14 Tore erzielt. In der Saison 1953/54, Gera war zuvor aus der Oberliga abgestiegen, bestritt Klotz für die BSG Motor Gera noch neun Punktspiele ohne Torerfolg in der zweitklassigen DDR-Liga. Danach spielte er nicht mehr im höherklassigen Fußball der DDR.